# Saxifraga vicaria
Saxifraga vicaria là một loài thực vật có hoa trong họ Saxifragaceae. Loài này được Sipliv. miêu tả khoa học đầu tiên.